# 상필리프시

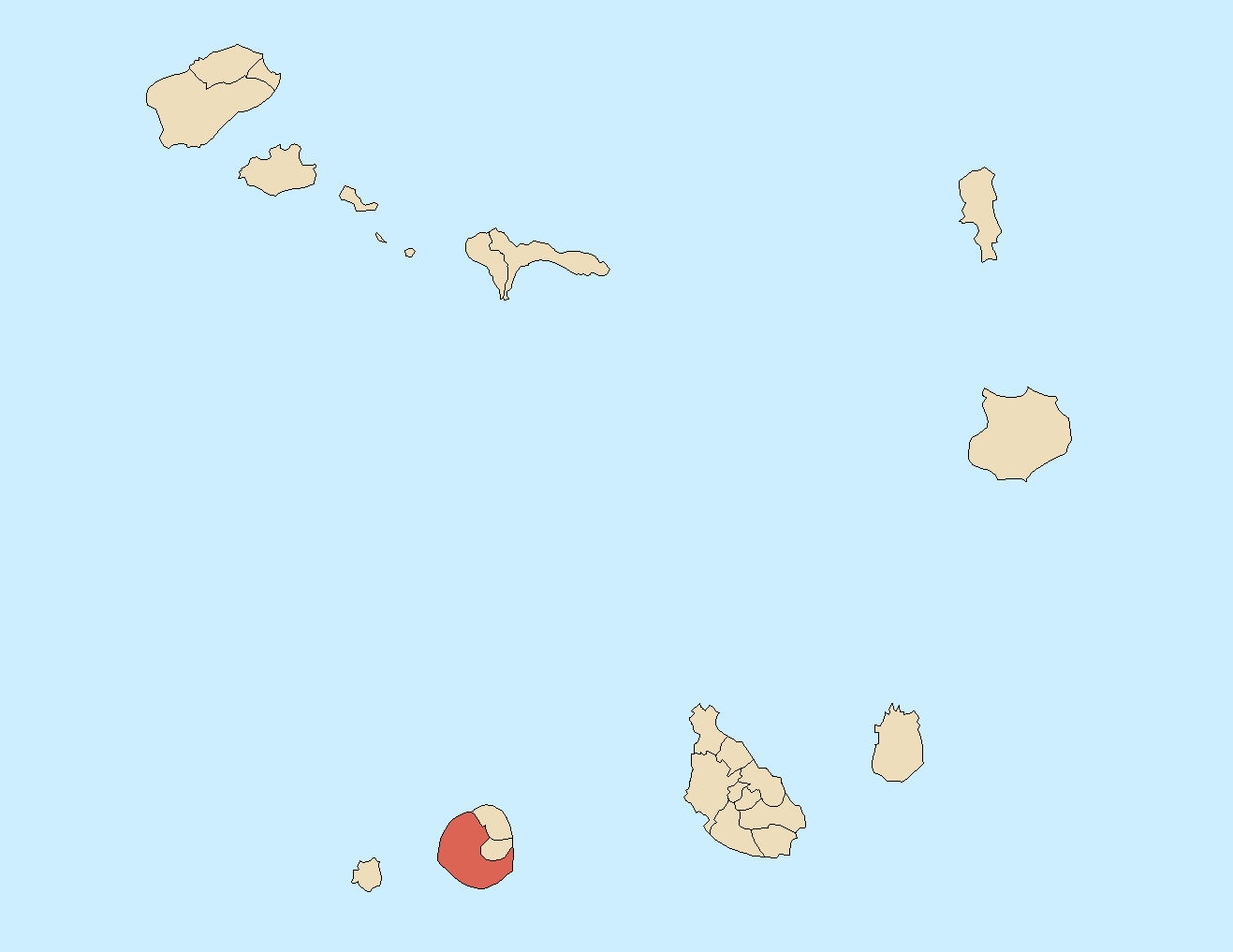
상필리프시의 위치

상필리프시(포르투갈어: São Filipe)는 카보베르데를 구성하는 22개 지방 자치체 가운데 하나로 포구섬 서부에 위치한다. 행정 중심지는 상필리프이며 면적은 228.84km2, 인구는 22,227명(2010년 기준)이다. 2개 교구(상로렌수(São Lourenço) 교구, 노사세뇨라다콘세이상(Nossa Senhora da Conceição) 교구)를 관할한다.